# Блисдорф
Блисдорф (њем. Bliesdorf) општина је у њемачкој савезној држави Бранденбург. Једно је од 45 општинских средишта округа Меркиш-Одерланд. Према процјени из 2010. у општини је живјело 1.012 становника. Посједује регионалну шифру (AGS) 12064061.

## Географски и демографски подаци
Блисдорф се налази у савезној држави Бранденбург у округу Меркиш-Одерланд. Општина се налази на надморској висини од 7 метара. Површина општине износи 34,4 km².

## Становништво
У самом мјесту је, према процјени из 2010. године, живјело 1.012 становника. Просјечна густина становништва износи 29 становника/km².

## Међународна сарадња
| Мјесто     | Држава | Врста сарадње | Од    |
| ---------- | ------ | ------------- | ----- |
| Мјешковице | Пољска | контакт       | 1996. |
| Извор      |        |               |       |